# 13177 Гансшмідт
13177 Гансшмідт (13177 Hansschmidt) — астероїд головного поясу, відкритий 17 квітня 1996 року.
Тіссеранів параметр щодо Юпітера — 3,279.